# Брунейская кухня

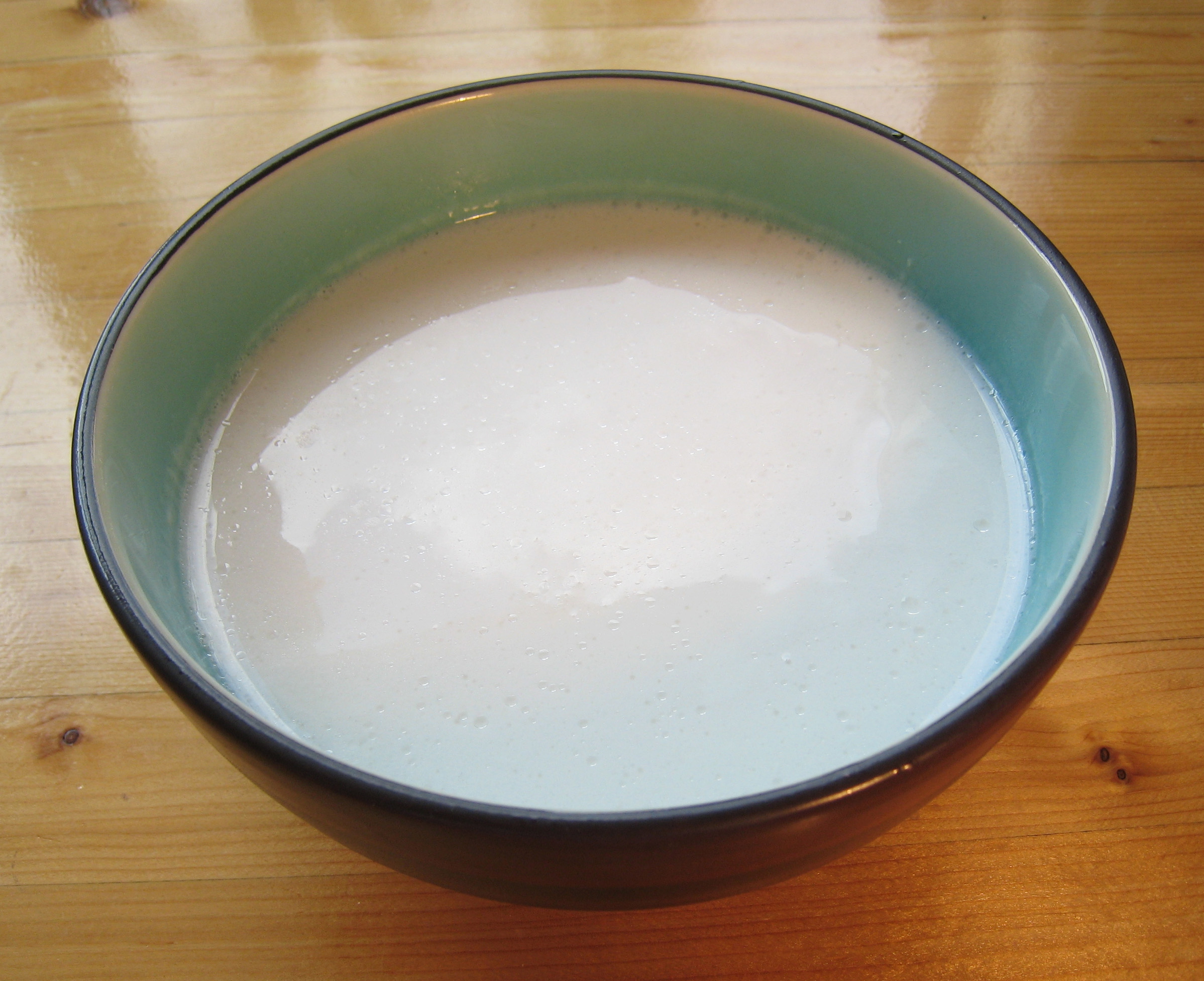
Кокосовое молоко

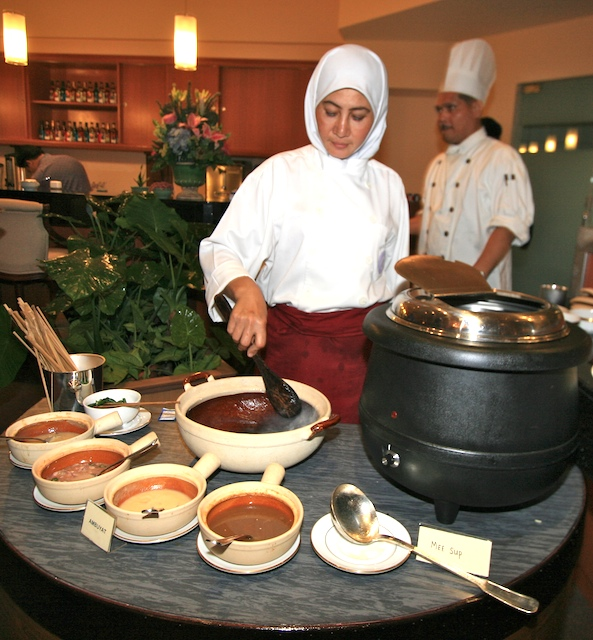
Амбуят

Брунейская кухня (малайск. Masakan Brunei) — кухня Брунея. Очень похожа на малайзийскую, индонезийскую и сингапурскую кухни, находится под их влиянием; встречаются заимствования блюд из индийской, китайской, тайской и японской кухонь. Как и во всём регионе, основу пищи составляют рыба и рис, мясо распространено не широко из-за дороговизны. Так как большая часть населения исповедует ислам, пища халяльна, а употребление свинины избегается. Алкоголь в Брунее запрещён. В сельской местности охотятся на диких птиц, индийских замбаров и мунтжаков.
Блюда в Брунейской кухне обычно острые, так как насыщены специями, в качестве гарнира обычно подают рис или лапшу. Популярны блюда ренданг, наси-лемак и путери-нанас. Среди характерных для Брунея блюд — сладость амбуят, липкий крахмальный шар, который погружают в сладкий фруктовый соус.
Типичные блюда для брунейцев — рисовая лапша mee hoon с сушёными креветками, грибами и зеленью, а также жареный рис, приготовленный по технике стир-фрай с китайскими овощами и свежими креветками. Рис с курицей подают со сладким соусом чили. На обед часто подаётся индийский роти с супом из чечевицы и овощным карри.
Общераспространёнными напитками являются кокосовое молоко, фруктовый сок, чай и кофе. Во время апрельского сезона фруктов в Брунее доступны зелёные и жёлтые манго, дурианы, мангостины, помело и другие цитрусовые, лонганы, рамбутаны и арбузы.